# Communauté de communes de la Beauce d'Orgères
La communauté de communes de la Beauce d'Orgères est une ancienne communauté de communes française, située dans le département d'Eure-et-Loir et la région Centre-Val de Loire.

## Composition
Elle était composée des communes suivantes :
| Nom                       | Code Insee | Gentilé        | Superficie (km2) | Population (dernière pop. légale) | Densité (hab./km2) |
| ------------------------- | ---------- | -------------- | ---------------- | --------------------------------- | ------------------ |
| Orgères-en-Beauce (siège) | 28287      | Orgerois       | 15,24            | 1 089 (2014)                      | 71                 |
| Baigneaux                 | 28019      | Balnéens       | 11,78            | 245 (2014)                        | 21                 |
| Bazoches-en-Dunois        | 28028      |                | 18,68            | 254 (2014)                        | 14                 |
| Bazoches-les-Hautes       | 28029      | Bazoléens      | 16,98            | 333 (2014)                        | 20                 |
| Cormainville              | 28108      | Cormainvillois | 17,83            | 247 (2014)                        | 14                 |
| Courbehaye                | 28114      |                | 19,70            | 133 (2014)                        | 6,8                |
| Fontenay-sur-Conie        | 28157      | Fontenois      | 13,25            | 153 (2014)                        | 12                 |
| Guillonville              | 28190      | Guillonvillois | 27,15            | 441 (2014)                        | 16                 |
| Loigny-la-Bataille        | 28212      | Lucaniens      | 18,05            | 210 (2014)                        | 12                 |
| Lumeau                    | 28221      |                | 15,28            | 183 (2014)                        | 12                 |
| Nottonville               | 28283      | Nottonvillois  | 24,74            | 316 (2014)                        | 13                 |
| Péronville                | 28296      | Péronvillois   | 24,90            | 268 (2014)                        | 11                 |
| Poupry                    | 28303      |                | 14,48            | 104 (2014)                        | 7,2                |
| Terminiers                | 28382      | Terminéens     | 31,72            | 937 (2014)                        | 30                 |
| Tillay-le-Péneux          | 28390      | Tiglétins      | 22,19            | 329 (2014)                        | 15                 |
| Varize                    | 28400      | Varizois       | 13,85            | 202 (2014)                        | 15                 |

## Compétences
- Aménagement de l'espace  - Création et réalisation de zone d'aménagement concerté (ZAC)

à titre obligatoire
- Autres
  - Gestion des aides de l'Agence de l'eau et du Conseil Général pour la réhabilitaton des systèmes d'assainissement non collectifs, dans le cadre du projet d'intérêt général (PIG) signé le 15 avril 2005 (à titre facultatif)
  - Assistance aux communes pour la réalisation des documents d'urbanisme (à titre facultatif)
  - Création d'une maison des services publics (à titre facultatif)
  - Études liées aux compétences ultérieures (à titre facultatif)
- Développement et aménagement économique
  - Action de développement économique (Soutien des activités industrielles, commerciales ou de l'emploi, soutien des activités agricoles et forestières...) (à titre obligatoire)
  - Création, aménagement, entretien et gestion de zone d'activités industrielle, commerciale, tertiaire, artisanale ou touristique (à titre obligatoire)
  - Tourisme (à titre obligatoire)
- Développement et aménagement social et culturel
  - Activités périscolaires (à titre facultatif)
  - Construction ou aménagement, entretien, gestion d'équipements ou d'établissements culturels, socioculturels, socioéducatifs, sportifs (à titre optionnel)
  - Établissements scolaires (à titre optionnel)
  - Transport scolaire (à titre facultatif)
- Énergie - Eau (Traitement, adduction, distribution) (à titre facultatif)
- Environnement
  - Assainissements collectif et non collectif (à titre facultatif)
  - Collecte et traitement des déchets des ménages et déchets assimilés (à titre optionnel)
  - Politique du cadre de vie (à titre optionnel)
  - Protection et mise en valeur de l'environnement (à titre optionnel)
- Logement et habitat
  - Action en faveur du logement des personnes défavorisées par des opérations d'intérêt communautaire (à titre optionnel)
  - Action et aide financière en faveur du logement social d'intérêt communautaire (à titre facultatif)
  - Politique du logement social (à titre optionnel)

## Historique
- 31 décembre 2016 : fusion de la communauté de communes avec deux autres pour former la communauté de communes Cœur de Beauce
- 7 novembre 2006 : définition de l'intérêt communautaire et modification des statuts
- 9 mars 2005 : substitution à 12 de ses communes au sein du Sirtom d'Artenay, les 4 autres communes adhérent au Sictom de Châteaudun
- 19 octobre 2004 : définition de l'intérêt communautaire des zones artisanales de Poupry et d'Orgères-en-Beauce
- 10 mai 2000 : modification de l'article 3 des statuts
- 29 avril 1999 : modification statutaire
- 27 novembre 1998 : modification du bureau
- 11 février 1997 : création du premier bureau
- 21 décembre 1996 : création de la communauté de communes

## Identification
Identification SIREN 242800290 

## Sources
- le splaf - (Site sur la Population et les Limites Administratives de la France)
- La base aspic - (Accès des Services Publics aux Informations sur les Collectivités)